# Auckland (regione)
La regione di Auckland (inglese Auckland Region; māori Takiwā o Tāmaki-makau-rau) è una delle 16 regioni della Nuova Zelanda, dal nome della città di Auckland, la più grande area urbana del paese.
La regione comprende l'area metropolitana di Auckland, aree rurali e le isole del golfo di Hauraki.

## Geografia fisica
La regione di Auckland è di gran lunga quella che esprime la maggior concentrazione di attività economiche dell'intera Nuova Zelanda. 
Comprende 1/3 della popolazione del Paese, ma è la penultima fra le regioni per superficie. Il suo punto più alto è la cima di Little Barrier Island, a 722 metri.

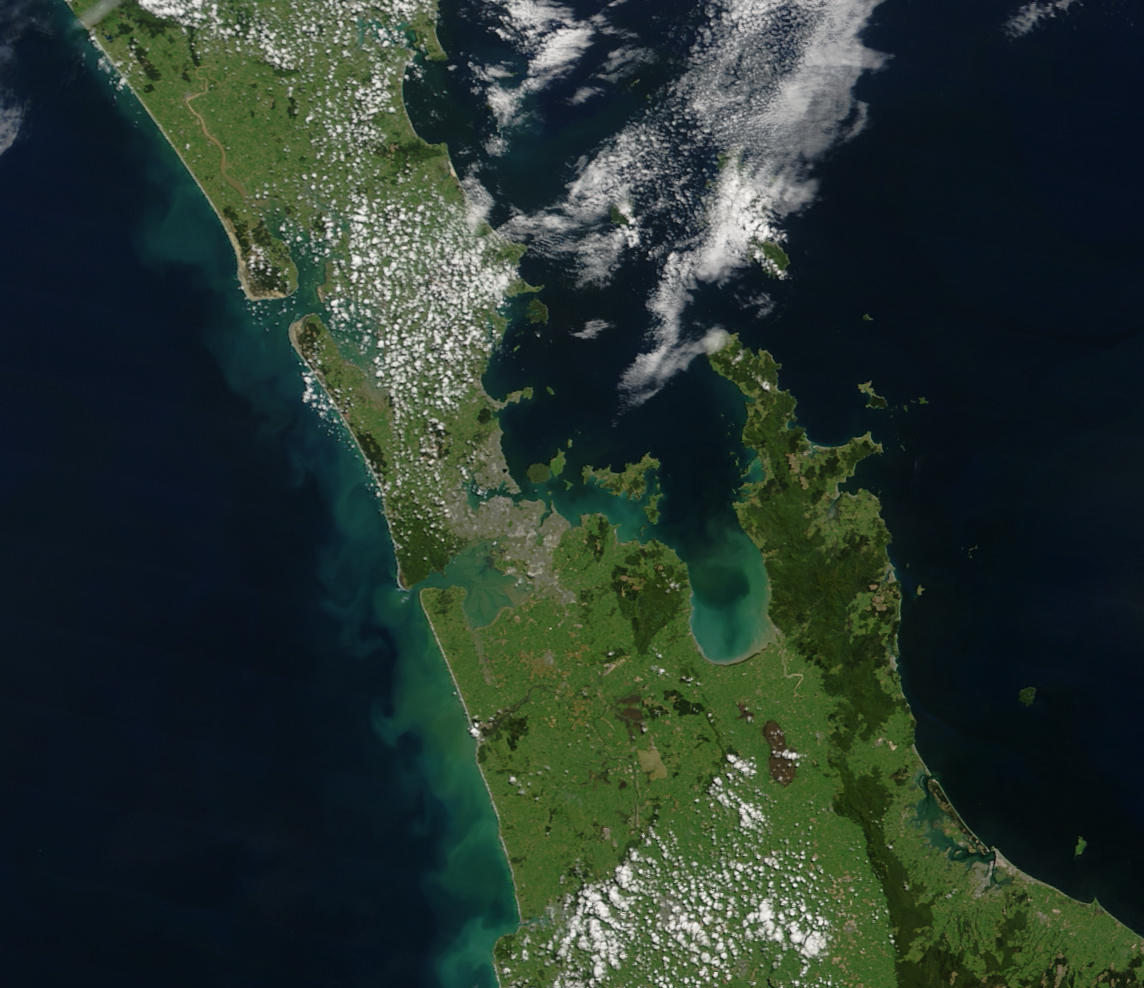
Immagine satellitare della regione di Auckland, mostra Auckland come zona marrone appena a sinistra, con il golfo di Hauraki a destra.

Sulla terraferma, la regione si estende dalla bocca del porto di Kaipara, a nord, lungo i tratti meridionali della penisola nordica, oltre le Waitakere Ranges e l'istmo di Auckland e attraverso la terra bassa che circonda il porto di Manukau. La regione termina a pochi chilometri dalla foce del fiume Waikato. È delimitata a nord dalla Regione del Nord, verso sud dalla Regione di Waikato. Include anche le isole del Golfo di Hauraki.
Le Hunua Ranges e la costa adiacente lungo la Firth of Thames fecero parte della regione fino a quando il Consiglio di Auckland è stato costituito alla fine del 2010, quando sono stati trasferiti nella vicina regione del Waikato.
| # | Area urbana    | Popolazione (Giugno 2016) | % della regione |
| - | -------------- | ------------------------- | --------------- |
| 1 | Auckland       | 1.495.000                 | 92,6%           |
| 2 | Pukekohe       | 29.800                    | 1,8%            |
| 3 | Waiuku         | 9.340                     | 0,6%            |
| 4 | Waiheke Island | 9.150                     | 0,6%            |
| 5 | Snells Beach   | 4.800                     | 0,6%            |
| 6 | Warkworth      | 4.650                     | 0,3%            |
| 7 | Helensville    | 2.980                     | 0,2%            |
| 8 | Wellsford      | 1.970                     | 0,1%            |